# Koloman Brenner

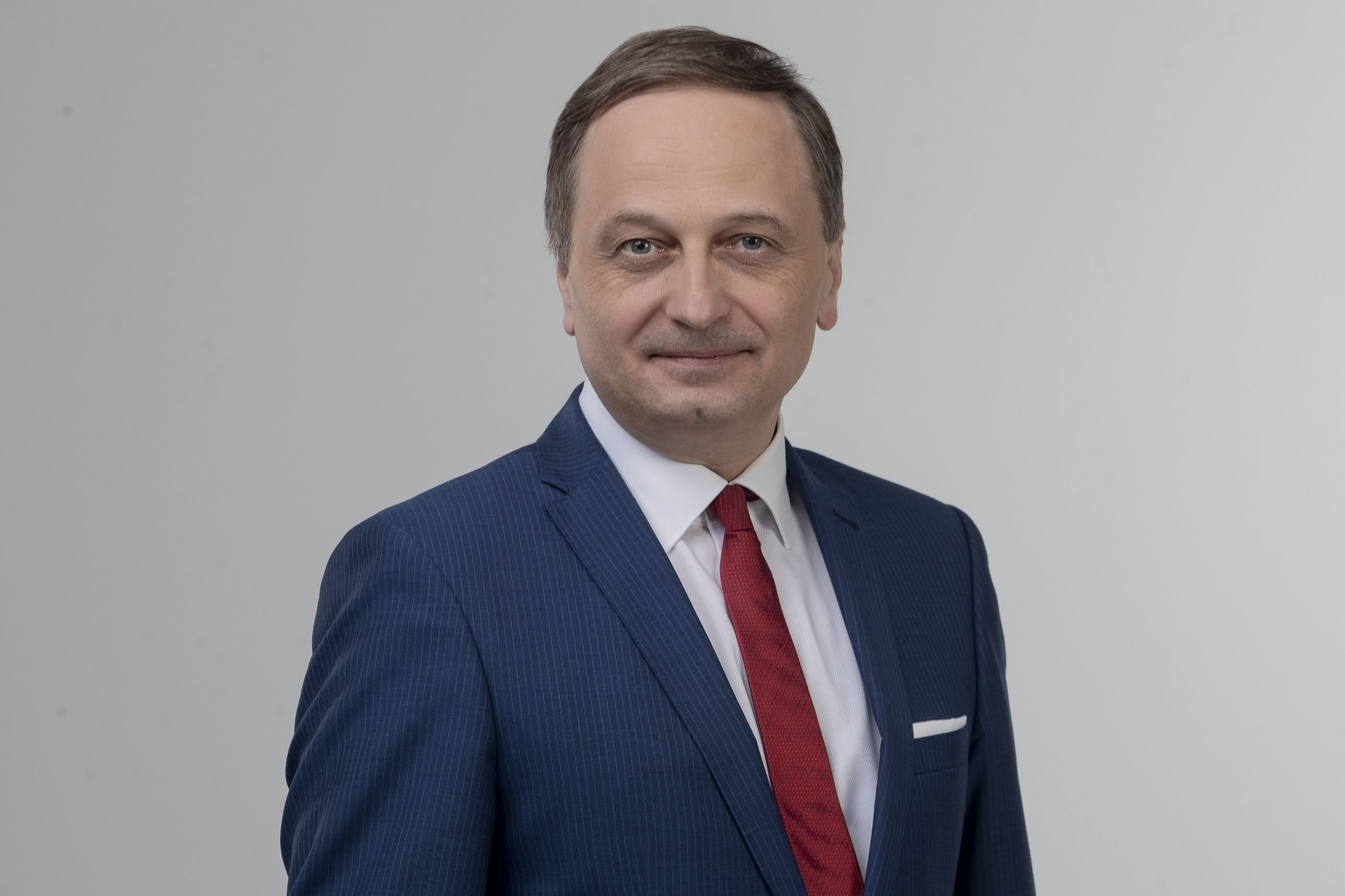
Koloman Brenner (2020)

Koloman Brenner (* 28. Mai 1968 in Sopron) ist ein ungarndeutscher Sprachwissenschaftler, Politiker und Universitätsdozent, Angehöriger der deutschen nationalen Minderheit in Ungarn. Zwischen 2014 und 2017 war er stellvertretender Institutsleiter des Germanistischen Instituts an der Philosophischen Fakultät der Loránd-Eötvös-Universität (ELTE) zu Budapest, von 2011 bis 2015 Vize-Dekan für strategische Angelegenheiten. Seine Forschungsbereiche sind die Phonetik der deutschen Sprache, deutsche und vergleichende Dialektologie, Minderheitensprachen und Mehrsprachigkeit. Er ist aktiver Teilnehmer des öffentlichen Lebens der Deutschen in Ungarn. Abgeordneter des Ungarischen Parlaments seit 2018, Mitglied der Parlamentarischen Versammlung des Europarats. Seit 2020 bekleidet er den Posten des Vizepräsidenten des Ungarischen Parlaments.

## Frühe Lebensjahre
Er wurde in einer ungarndeutschen Familie in Ödenburg/Sopron geboren. Er besuchte die Grundschule in Wandorf/Sopronbánfalva und das Széchenyi-István-Gymnasium seiner Heimatstadt. Er begann sein Studium der Germanistik und Geschichte im Jahre 1987 an der József-Attila-Universität in Szegedin/Szeged, wo er im Jahre 1992 sein Diplom erwarb. 1994 promovierte er im Bereich der deutschen Sprachwissenschaft. Nach seinem Universitätsabschluss war er 1992–1993 Journalist bei der Tageszeitung „Kisalföld“ und Berichterstatter für Westungarn der Austria Presseagentur (APA). Er war Lehrbeauftragter für das Fach „Nationalitätenkunde“ an der Benedek-Elek-Hochschule in Ödenburg/Sopron, zwischen 1994 und 1997 arbeitete er als wissenschaftlicher Assistent, später Oberassistent am Lehrstuhl für deutsche Sprache und Literatur an der Dániel-Berzsenyi-Hochschule in Steinamanger/Szombathely. 1997 begann er an der Universität in Wesprim/Veszprém zu unterrichten, Ende 1999 verließ er Veszprém und begann am Lehrstuhl für germanistische Sprachwissenschaft der ELTE zu wirken. 2007 wurde er zum Universitätsdozenten ernannt, er habilitierte sich im Jahre 2010. Ab 2006 gehörte er zur Fakultätsleitung der Philosophischen Fakultät der ELTE, zunächst als Beauftragter des Dekans, von 2011 bis 2015 als Vize-Dekan für strategische Angelegenheiten. Von 2012 bis 2016 wirkte er als Mitglied des Senats der Universität. Zwischen 2014 und 2017 war er stellvertretender Institutsleiter des Germanistischen Instituts. Neben seiner Arbeit in Ungarn, war er Gastdozent und Forscher an vielen deutschen und österreichischen Universitäten (Greifswald, Bonn, Wien, Tübingen, Marburg, Regensburg). Im Jahre 2002 erwarb er seinen PhD-Doktortitel. Koloman Brenner ist Mitglied in zahlreichen wissenschaftlichen Vereinigungen, so z. B. der Ungarischen Akademie der Wissenschaften (Mitglied in der „äußeren Körperschaft“, Kommission für Sprachwissenschaft), der Internationalen Gesellschaft der Dialektologie des Deutschen (IGDD), der Gemeinschaft Ungarischer Germanisten, des Mitteleuropäischen Germanistenverbandes und der Gesellschaft für Sprache und Sprachen e.V., Beiratsmitglied des Forschungszentrums Deutsch in Mittel-, Ost- und Südosteuropa (Fz DIMOS) an der Universität Regensburg. Seine wissenschaftlichen Publikationen erschienen in deutscher, englischer und ungarischer Sprache.

## Politische Karriere
Nach der politischen Wende in Ungarn wurde er ein aktiver Teilnehmer des öffentlichen Lebens in Ungarn: zwischen 1992 und 1994 war er der Büroleiter des Verbandes der Ungarndeutschen in Ödenburg/Sopron, nach den ersten Wahlen der Minderheitenselbstverwaltungen 1994 wurde er Mitglied der deutschen Selbstverwaltung Ödenburg/Sopron und der Landesselbstverwaltung der Ungarndeutschen (LdU/MNOÖ). Zwischen 1996 und 2017 vertrat Brenner die LdU in der Föderalistischen Union Europäischer Nationalitäten (FUEN), zwischen 2007 und 2016 war er Vorsitzender der Arbeitsgemeinschaft Deutscher Minderheiten. 1998 wurde er außerdem Mitglied des Verbandes ungarndeutscher Autoren und Künstler und Künstler (VudAK). Er wurde in der landesweiten Politik ab 2015 aktiv, zunächst als Berater für Bildungs- und Außenpolitik für die rechte Partei Jobbik. Bei den ungarischen Parlamentswahlen 2018 kandidierte er für Jobbik im Wahlkreis Ödenburg/Sopron, er trat deswegen von seinen Positionen bei der LdU/MNOÖ zurück. Bei den Wahlen blieb er hinter dem Kandidaten von Fidesz (Attila Barcza) zurück, erhielt jedoch ein Mandat als Abgeordneter von der Landesliste von Jobbik. Er wurde Mitglied des Ausschusses für auswärtige Angelegenheiten und für den nationalen Zusammenhalt. Seit Ende 2018 bis Juli 2020 war er stellvertretender Fraktionsvorsitzender seiner Partei, bis er am 3. Juli 2020 zum Vizepräsidenten des Ungarischen Parlaments gewählt wurde. Nachdem Fidesz versucht hatte, ein Quorum für seine Wahl zu verhindern, wurde er beim dritten Anlauf mit 109 gegen eine Stimme, bei einer Stimmenthaltung gewählt.
Als Mitglied der Parlamentarischen Versammlung des Europarates befasst sich Brenner in seinen internationalen Aktivitäten besonders mit dem Schutz nationaler Minderheiten und mit bildungspolitischen Fragen. Er ist Mitglied des Ausschusses für Kultur, Bildung und Medien und Berichterstatter für akademische Freiheit und Autonomie der Universitäten.